# Storia del Cile
Il territorio dell'attuale Cile presenta tracce di insediamenti risalenti a circa 10.500 anni prima di Cristo.
La conquista da parte dei conquistadores spagnoli risale al XVI secolo, il paese ottenne l'indipendenza dalla Spagna nel 1814. Lo sviluppo successivo del Cile è stato fortemente influenzato dalle sue ricchezze minerarie, in particolare il rame e i nitrati di sodio e potassio che da un lato permisero una notevole crescita economica ma dall'altro furono fonte di contrasti con i paesi vicini.
Nel 1970 divenne presidente il socialista Salvador Allende deposto nel 1973 da un colpo di Stato guidato da Augusto Pinochet che per 17 anni guidò un governo militare. Nel 1988 iniziò la transizione verso la democrazia.

## L'epoca precolombiana

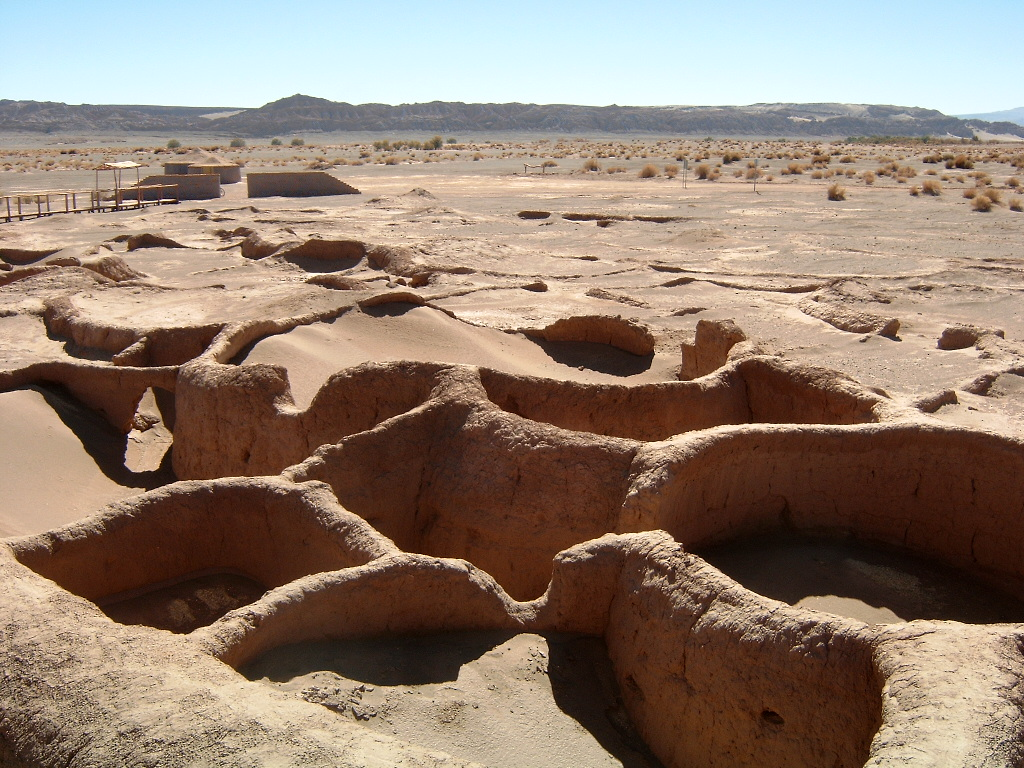
L'insediamenti di Tulor (800 a.C. - 1100) degli Atacameños

Diversi studi collocano l'epoca della popolazione dell'attuale territorio cileno a circa 10.500 anni prima di Cristo.
Il Cile preispanico era popolato da una varietà di culture di indigeni che si stanziarono in bande longitudinali incrociando anche le Ande e arrivando a territori attualmente argentini nell'Atlantico. Nella zona settentrionale del paese, i gruppi amerindi aymara, atacameño e diaguita stabilirono culture fortemente agricole in seno all'impero Inca che, dal secolo XV, dominò una grande parte del territorio attuale del Cile fino al fiume Maule.
A sud del fiume Aconcagua, si stabilirono le varie comunità seminomadi degli amerindi mapuche, la principale etnia indigena del paese. Nei canali australi, infine, hanno abitato diversi gruppi indigeni come gli amerindi chono, yámana, alacalufe e ona.
Nell'Isola di Pasqua si sviluppò un'avanzata e misteriosa cultura polinesica, praticamente estinta oggi.

## La dominazione spagnola

### La scoperta
Nel 1520, Ferdinando Magellano fu il primo esploratore europeo a visitare il territorio cileno sbarcando nei pressi di Punta Arenas prima di percorrere lo stretto cui in seguito fu dato il suo nome.
Nel 1533 i conquistadores guidati da Francisco Pizarro sbaragliarono l'impero Inca, ma non superarono il deserto di Atacama e le Ande. Fu soltanto nel 1535 che le truppe spagnole giunsero via terra nel territorio chiamato Nueva Toledo, la prima spedizione, proveniente da Cuzco e alla ricerca di oro, fu condotta da Diego de Almagro. Il 4 giugno 1536 fu raggiunta la valle del fiume Copiapó, da qui Almagro inviò a sud il suo secondo, Gómez de Alvarado, fino al fiume Maule. Gli esploratori non incontrarono resistenza ma sulle rive del Río Itata furono attaccati dagli indigeni mapuche, e in seguito alla battaglia di Reynogüelén gli spagnoli dovettero ripiegare.

### La conquista

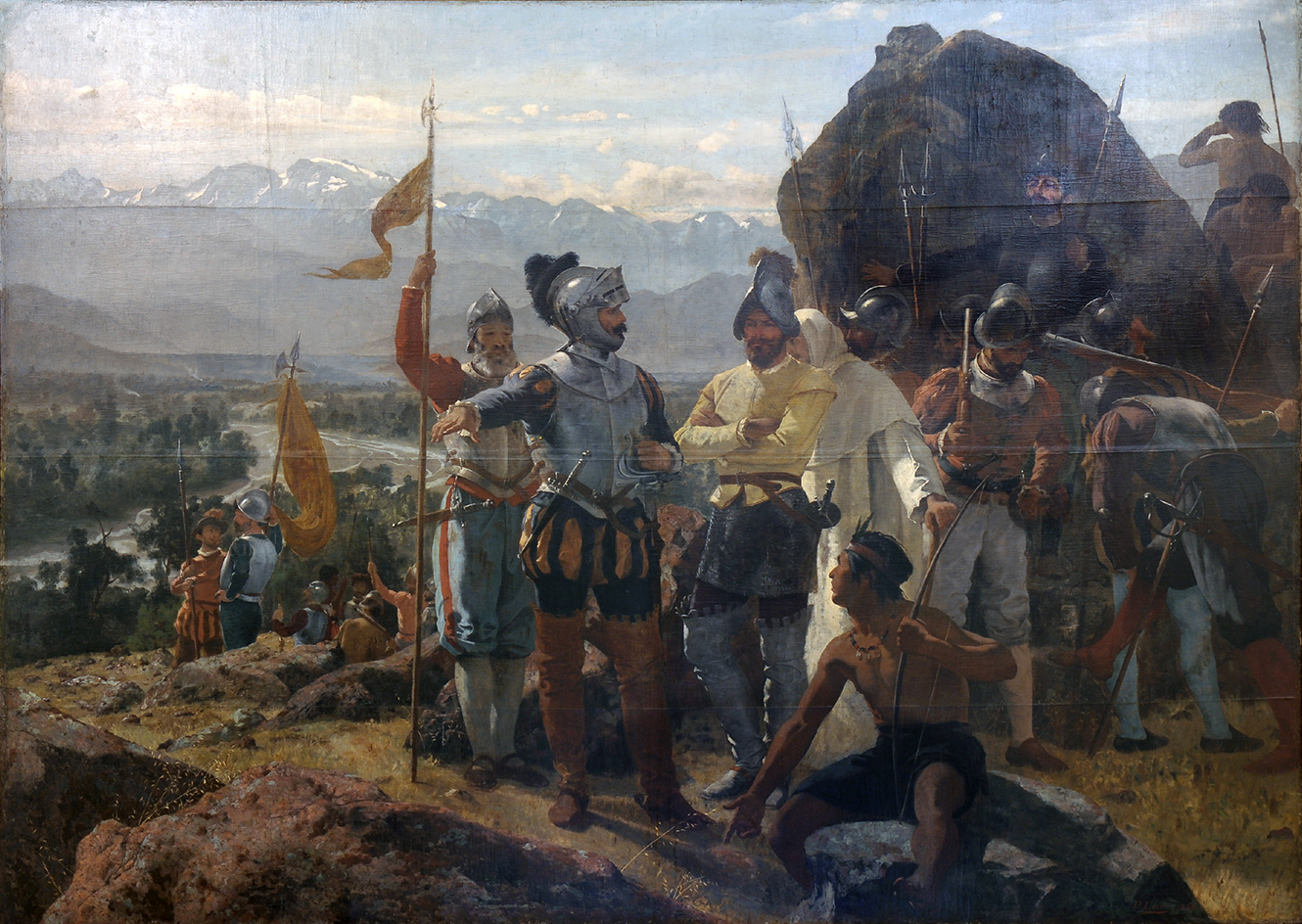
La fondazione di Santiago

Seguì il tentativo di conquista guidato da Pedro de Valdivia. Nel 1540 Pedro de Valdivia, in precedenza ufficiale di Pizarro, decise di partire dal Perù verso il Cile al comando di un gruppo composto da un centinaio di soldati e avventurieri. Prima di Natale arrivano nella valle del fiume Mapocho dove il 12 febbraio del 1541, Valdivia fondò la città di Santiago de la Nueva Extremadura dando alla regione il nome di Nueva Extremadura in ricordo della sua terra natale.
Nel giugno del 1541 Valdivia viene nominato Governatore e Capitano Generale della Nueva Extremadura. Ben presto incontrò la resistenza dei mapuche che nel settembre dello stesso anno attaccarono la città di Santiago distruggendola quasi completamente; ma furono infine sbaragliati. Inés de Suárez ebbe un ruolo importante nella difesa della città.
Valdivia proseguì nella costruzione di piccoli insediamenti fortificati come La Serena (1544), Concepción (1550) La Imperial (1552), Valdivia (1552), Villarrica e Los Confines (1553).

#### La guerra dei mapuche
Nel 1553 il paese sembrava pacificamente conquistato, ma i mapuche, guidati dai capi Lautaro e Caupolicán, scatenarono un'insurrezione, e nel corso dei conflitti perse la vita lo stesso Valdivia. Il nuovo governatore fu García Hurtado de Mendoza y Manríquez (1557), che in seguito divenne viceré del Perù (1589-1596); Hurtado de Mendoza ricostruì gli insediamenti distrutti, ma non riuscì a piegare la resistenza dei mapuche.
Gli eventi di quest'epoca della storia cilena sono narrati in maniera romanzata nel poema epico La Araucana (1576) di Alonso de Ercilla y Zúñiga, che prese parte alla conquista.
Il 16 dicembre del 1575, sotto il governo di Rodrigo de Quiroga, la zona meridionale del paese fu scossa da un potente terremoto accompagnato da uno tsunami; furono distrutte le città di La Imperial, Villarrica, Valdivia e Castro. Studi recenti stimano la magnitudo del sisma a circa 8,5.
Nel 1597 la guida dei mapuche passò a un nuovo capo (toqui), Pelantaro, che iniziò una serie di massicci attacchi alle città di Valdivia e Osorno; il conflitto ebbe il suo culmine nella battaglia di Curalaba nella quale gli spagnoli subirono una pesantissima disfatta che li costrinse ad abbandonare la città e ripiegare a nord del fiume Bío bío.
Nel 1641 venne siglato il trattato di pace di Quillín che prevedeva che il fiume Bío Bío divenisse la frontiera (dando nome alla zona conosciuta ancora oggi come La Frontera) fra spagnoli e mapuche; la pace durò però solo pochi anni, gli spagnoli tentarono ripetutamente di riconquistare i terreni perduti.
Nel 1770 le truppe spagnole furono nuovamente sconfitte dai pehuenchen e dai mapuche e solo nel 1881 le truppe cilene e argentine riuscirono a rinconquistare i territori mapuche e pehuenchen. Il conflitto, durato oltre 300 anni, prende il nome di guerra di Arauco.
Anche in epoche attuali vi sono spesso contrasti fra gruppi di indigeni e il governo cileno.

### La colonia
Durante l'epoca coloniale il Cile era parte del Vicereame del Perù fondato nel 1542; il "regno del Cile" (Reino de Chile) anche chiamato Capitanía General de Chile da un punto di vista amministrativo era un governatorato, con capoluogo la città di Santiago, e guidato da un governatore posto a capo della Real Audiencia, organo consultivo e massimo tribunale del regno.
A causa della sua lontana posizione dai grandi centri e dalle strade commerciali imperiali, e a causa del conflitto con i mapuche, il Cile è stato una delle province più povere del Vicereame del Perù: l'economia dell'area era praticamente destinata al mero sostentamento dei pochi abitanti del territorio.
Nel 1810 cominciò, con la costituzione della prima assemblea di governo, il processo di autodeterminazione del Cile e iniziò un periodo chiamato Patria Vecchia, che durò fino alla catastrofe di Rancagua nel 1814, quando le truppe reali spagnole riconquistarono il territorio. Le truppe indipendentiste, profughe a Mendoza, formarono con i soldati argentini l'Esercito delle Ande guidato da José de San Martín che liberò il Cile dopo la battaglia di Chacabuco, il 12 febbraio del 1817. L'anno successivo il governo del "Direttore Supremo" Bernardo O'Higgins Riquelme dichiarò l'indipendenza del Cile.

## L'indipendenza
O'Higgins inaugurò un periodo di riforme che però lasciarono insoddisfatta una grande parte dell'opinione pubblica, provocando la sua abdicazione nel 1823.
Durante i 10 anni successivi, il Cile avviò una serie di politiche per costruire il nuovo stato. Dopo una serie di fallimenti, la vittoria conservatrice nella Rivoluzione del 1829 diede inizio a un periodo di stabilità: il nuovo regime si chiamò Repubblica Conservatrice, ed ebbe come massimo capo il ministro Diego Portales, che grazie alla Costituzione del 1833 riuscì a costruire le basi politico-amministrative del Cile del XIX secolo.

### La repubblica autoritaria
Il Cile lentamente iniziò a svilupparsi e a stabilizzare le sue frontiere. L'economia cominciò ad avere una grande crescita grazie alla scoperta dei giacimenti di argento di Chañarcillo e alla crescita del porto di Valparaíso, cosa che portò a un conflitto con il Perù per la supremazia marittima nell'Oceano Pacifico.
La formazione della confederazione fra il Perù e la Bolivia fu considerata una minaccia per la stabilità del paese, e Portales dichiarò ai due paesi una guerra che terminò con la vittoria cilena nella battaglia di Yungay (1839) e con la dissoluzione della confederazione. Allo stesso tempo, si provò a rafforzare il controllo sul Sud del paese intensificando la penetrazione nell'Araucanía e la colonizzazione della Llanquihue con immigranti tedeschi. La regione di Magallanes fu incorporata allo Stato e la zona di Antofagasta iniziò ad essere abitata.
Dopo quarant'anni di governo conservatore, nel 1871 ebbe inizio un periodo di governo del partito liberale che fu caratterizzato dalla crescita economica dovuta all'estrazione mineraria del potassio nitrico nella zona di Antofagasta. L'attività estrattiva andava così bene che la Bolivia iniziò a reclamare questo territorio come suo.
Nonostante la firma di trattati nel 1866 e 1871, i due paesi non riuscirono a risolvere i loro conflitti e il 14 febbraio del 1879, il Cile bombardò il porto di Antofagasta, dichiarando la guerra alla Bolivia. Il Perù, come prevedeva un accordo segreto, si alleò con la Bolivia: fu questo l'inizio alla guerra del Pacifico che finì con la vittoria cilena nella battaglia di Huamachuco, il 10 luglio del 1883. Dopo il conflitto, il Cile ottenne il dominio sui dipartimenti di Antofagasta e le province di Tarapacá, Arica e Tacna (quest'ultimo fino al 1929) e la contemporanea risoluzione dei problemi di confine con l'Argentina in Patagonia e Puna di Atacama. Nello stesso periodo finì Guerra di Arauco con la Pacificazione dell'Araucania nel 1881 e l'annessione dell'Isola di Pasqua nel 1888.

## La repubblica parlamentare
Nel 1891, il conflitto tra il Presidente José Manuel Balmaceda e il Congresso causò la Guerra Civile: i membri del Congresso ottennero la vittoria e stabilirono la Repubblica Parlamentare. Questi anni si caratterizzarono, nonostante la crescita economica, per l'instabilità politica e la nascita del movimento proletario che portava l'attenzione sulla Questione Sociale.
Dopo anni di dominio delle oligarchie, fu eletto Arturo Alessandri con l'appoggio dei movimenti popolari nel 1920. La crisi però si accentuò e portò alla rinuncia di Alessandri in due occasioni dopo la promulgazione della Costituzione del 1925, che diede nascita alla Repubblica presidenziale.

## La repubblica presidenziale
Carlos Ibáñez del Campo assunse il governo nel 1927 con un grande sostegno popolare, ma la fine della prima guerra mondiale (nella quale il paese si è dichiarato neutrale) e la Grande depressione seppellirono il commercio del potassio nitrico, producendo una forte crisi economica nel paese: il Cile fu infatti tra i più colpiti dalla recessione a livello mondiale.
Ibáñez rinunciò nel 1932 e l'instabilità politica dopo il colpo di Stato militare diede vita alla Repubblica Socialista del Cile, che però durò soltanto 3 mesi, finché Alessandri riassunse il potere e rimise in sesto l'economia, senza però calmare la tensione tra i partiti. Dopo il massacro del Segundo Obrero, i partiti di tendenza fascista decisero di sostenere il candidato del Partito Radicale del Cile, Pedro Aguirre Cerda che venne nominato Presidente nel 1938.
Il mandato di Aguirre Cerda diede inizio a un periodo di governi di stampo radicale, riuscì ad effettuare diverse riforme e stabilì una rivendicazione sul territorio antartico antistante il Cile, ma finì con la precoce scomparsa del mandatario. Juan Antonio Ríos, il suo successore, dovette fare fronte all'opposizione e alle pressioni degli Stati Uniti per dichiarare la guerra all'Asse durante la seconda guerra mondiale, cosa che accadde nel 1943. Dopo essere stato sostenuto dal Partito Comunista del Cile, il radicale Gabriel González Videla fu eletto Presidente in 1946. Tuttavia, con l'inizio della Guerra Fredda i comunisti vennero esclusi dalla politica attraverso la Legge Maledetta. Nel 1952, Ibáñez tornò alla politica e fu eletto con l'appoggio dei cittadini, ma dovette abbandonare la carica dopo una serie di misure liberali per ravvivare l'economia.
Nel 1958 fu eletto l'indipendente di destra Jorge Alessandri, figlio di Arturo Alessandri, che fece fronte al caos prodotto dal terremoto del 1960, il più forte registrato nella storia del Paese, cosa che non impedì che si tenessero i Mondiale di Calcio in Cile, nel 1962. In questo periodo, si stabilì un sistema politico chiamato "Dei Tre Terzi" composto dalla Destra, dal Partito Democratico Cristiano del Cile e da Unità Popolare. Temendo una vittoria dell'UP, la Destra sostenne il Democratico Cristiano Eduardo Frei Montalva, che fu eletto nel 1964. Benché Frei Montalva provasse ad effettuare la sua "Rivoluzione in Libertà" attraverso la riforma agricola e la "cilenizzazione" del rame, alla fine del suo mandato, la tensione politica produsse una serie di scontri.
Nel 1970 fu eletto il socialista Salvador Allende con l'appoggio dell'Unità Popolare. Tuttavia, il suo governo si confrontò con molti problemi economici e la forte opposizione del resto dello spettro politico, delle élite economiche che tentarono di bloccare le sue riforme, e del governo degli Stati Uniti di Richard Nixon.
Il rame fu finalmente nazionalizzato, ma questo non impedì che il paese cadesse in una forte crisi economica e che l'inflazione arrivasse a cifre impressionanti. I confronti tra momios e upelientos raggiunsero livelli di terrorismo e Allende, che credeva in una rivoluzione democratica, perse l'appoggio ideologico del Partito Socialista, che credeva in un sollevamento popolare armato.

## Il colpo di Stato dell'11 settembre 1973

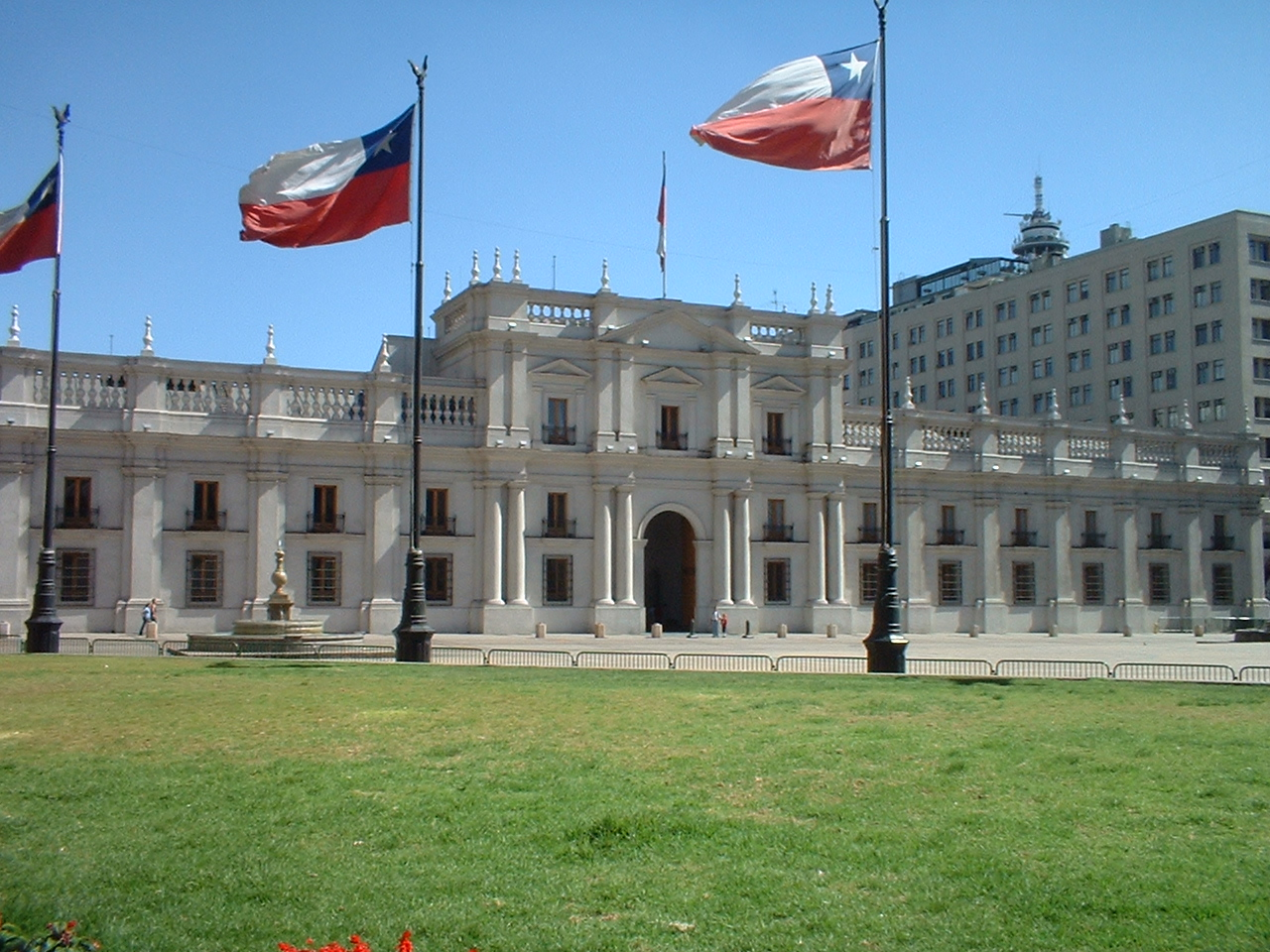
Il Palacio de la Moneda, ristrutturato negli ottanta

La mattina dell'11 settembre del 1973 le forze armate cilene, guidate dal comandante in capo dell'esercito Augusto Pinochet Ugarte, che dal 22 agosto dello stesso anno sostituiva l'ex-comandante Carlos Prats, attaccarono le autorità civili, bloccarono le vie di comunicazione e le strade da Santiago a Viña del Mar e Valparaíso.
Nelle prime ore del mattino gli aerei da combattimento bombardarono il Palacio de La Moneda, sede del Presidente della Repubblica, poi intorno alle 14 l'esercito assaltò il palazzo. Dopo un breve scontro, Allende dichiarò la capitolazione rimanendo da solo nel cosiddetto Salón Independencia nel quale si suicidò. La versione ufficiale secondo la quale Allende si suicidò è stata per molti anni contestata dall'opposizione, indagini effettuate dopo la fine della dittatura militare e supportate da testimoni oculari sembrano confermare tuttavia la versione ufficiale del suicidio.
Prima di morire, Salvador Allende affidò alla radio il suo ultimo messaggio, in cui parlò di sé al passato. Alle 18 dell'11 settembre i comandanti delle forze armate del paese (Augusto Pinochet, comandante in capo dell'esercito, Gustavo Leigh Guzmán comandante in capo delle forze aeree, José Toribio Merino Comandante in capo della marina e César Mendoza Durán, direttore generale dei Carabineros) si riunirono, dando vita alla giunta militare.

## Il governo militare (1973-1990)
Il 27 giugno 1974 il generale Pinochet fu nominato Jefe Supremo de la Nación (Capo Supremo della Nazione). Augusto Pinochet Ugarte, nato a Valparaíso il 25 novembre 1915, passò alla storia come uno dei più disumani dittatori del Novecento, accusato di barbarie, torture e dell'eliminazione dei suoi oppositori.
Nel periodo della dittatura si possono approssimativamente distinguere cinque fasi: la fase del consolidamento dopo il colpo di Stato caratterizzata da un periodo di terrore (1973–1976), in seguito vi fu un periodo di crescita dell'economia corrispondente al culmine del potere di Pinochet (1977–1981), il successivo crollo dell'economia scatenò una prima ondata di massicce proteste (1982–1983). I primi lenti movimenti verso la liberalizzazione (1984–1987) fino all'avvicinamento controllato dal regime verso forme di democrazia (1988–1990).

### Il terrore (1973-1975)
La prima fase della dittatura fu fondamentalmente "distruttiva": i membri di Unidad Popolar (la coalizione di Allende) furono considerati e trattati come nemici da eliminare, la giunta militare abolì i diritti civili, sciolse il congresso nazionale, proibì le attività sindacali, gli scioperi e la contrattazione collettiva, cancellò le riforme economiche e agrarie di Allende, i mezzi di comunicazione furono sottoposti al controllo dei militari. La giunta fece imprigionare, torturare e uccidere migliaia di cileni, tra cui gli uomini di UP, militanti dei partiti comunista, socialista e democristiano ma anche accademici, artisti e musicisti (come Víctor Jara), professionisti, religiosi, studenti e operai. In questi primo concitato periodo della dittatura il numero di persone detenute superò ampiamente le capacità del sistema penitenziario del paese, furono perciò utilizzati come luoghi di detenzione le caserme, vascelli della marina e persino gli stadi. Il regime istituì dei campi di concentramento nelle zone desertiche del settentrione e della Patagonia nei quali gli oppositori venivano imprigionati, torturati e infine uccisi; secondo il quotidiano inglese The Independent uno dei mezzi per sbarazzarsi dei cadaveri fu quello di scaricarli nell'oceano utilizzando aerei militari. Tristemente celebre divenne la carovana della morte come venne chiamata la squadra di sicari guidata da Sergio Arellano Stark. La repressione fu diretta dalla Dirección Nacional de Inteligencia (DINA), un'agenzia costituita formalmente nel 1974 ma operativa fin dal 1973 il cui scopo ufficiale era quello di coordinare le attività di intelligence dei vari rami delle forze armate e che in realtà fungeva da polizia segreta al comando diretto di Pinochet, nel 1977 venne sostituita dal Centro Nacional de Información (CNI). Secondo il rapporto Rettig e il rapporto Valech le persone uccise, giustiziate o "fatte sparire" furono 2.279 e almeno 29.000 quelle arrestate e torturate, vi sono tuttavia stime più elevate. Mancano dei rapporti dettagliati su quanto accadde immediatamente dopo il colpo di Stato, è solo a partire dal 1976 che i crimini commessi dal regime sono ben documentati, questa è una delle cause delle difficoltà di quantificare in maniera precisa le vittime del regime. Ai morti si aggiungono circa 20.000 persone fuggite all'estero solo nel 1973; nel complesso, nel periodo della dittatura circa un milione di cileni abbandonarono il paese.

### Il massimo potere (1977-1981)
Dopo la prima fase di dittatura ci fu una catastrofe con la violenta repressione seguita alla presa di potere, il regime si occupò del successivo sistematico annullamento dell'opposizione politica; dopo il 1977 l'opposizione era praticamente inesistente e, anche in seguito all'espansione dell'economia, la repressione diminuì lievemente. Il regime passò dalla distruzione del vecchio alla creazione della propria visione del paese ribaltando il sistema economico ereditato dal passato. Appena preso il potere Pinochet venne a conoscenza di un piano economico confidenziale chiamato informalmente El Ladrillo redatto nel maggio del 1973 studiato da un gruppo di economisti oppositori di Allende con l'aiuto di alcuni economisti (soprannominati dalla stampa dell'epoca i Chicago Boys perché alcuni di loro erano ex studenti della University of Chicago). Il documento divenne la base della politica neoliberista di Pinochet. A partire dal 1975 si ebbe una drastica conversione verso una libera economia di mercato. Il governo s'imbarcò in un intenso programma di liberalizzazioni e privatizzazioni, il risultato fu una rapida crescita dell'economia (dal 1976 al 1981) definita in seguito il "miracolo cileno" In quell'epoca si ebbe una crescita del PIL pari all'8% annuo, crebbe sensibilmente l'esportazione di frutta, legname, prodotti della pesca e soprattutto del rame. Nonostante la crescita economica, la distribuzione del reddito rimase però squilibrata e la percentuale di disoccupazione non scese mai sotto il 10,4%. La crescita economica era principalmente affidata alla crescita delle esportazioni trascurando completamente la crescita interna. Uno degli effetti del miglioramento della situazione economica fu l'ulteriore indebolimento dell'opposizione. In questo contesto, il dittatore volle approvare una nuova Costituzione e nel 1978 indisse un referendum destinato a confermarlo nel ruolo; ottenne il 75% dei consensi in un'elezione sulla limpidezza del cui svolgimento sono state avanzate serie riserve. Negli anni successivi Pinochet allentò un poco il regime repressivo e nel 1980, sotto la guida dell'ex presidente Jorge Alessandri — fu redatta una nuova carta costituzionale, approvata nuovamente con un plebiscito sul quale il regime esercitò una forte pressione e i cui risultati furono contestati da alcuni parlamentari (portavoce della protesta fu Patricio Aylwin). Il 67% dei cileni approvò la costituzione che legittimava il potere di Pinochet e che rinnovava il suo mandato fino al 1989.

### La crisi economica e le proteste (1982-1983)
Intorno al 1980 il peso cileno subì una rivalutazione del 35% il cui scopo era quello di rendere più convenienti le importazioni e di attirare capitali esteri; come effetto collaterale i prodotti destinati all'esportazione divennero meno competitivi, la produzione subì un calo sensibile e l'economia interna ebbe una prima fase di crisi. Tra gli effetti della recessione del 1982 vi fu il calo del prezzo del rame, che provocò un'ulteriore scossone all'economia del paese, il quale improvvisamente si trovò con un livello di indebitamento elevatissimo cui non riusciva a far fronte. Il governo operò a quel punto una politica apertamente recessiva, con l'introduzione di una severa politica di risanamento, riduzioni salariali per i dipendenti pubblici, riduzione dei contributi per i beni alimentari, e la nazionalizzazione delle banche principali del paese. All'epoca un terzo della popolazione era denutrita, il tasso di disoccupazione salì al 25% e oltre la metà della popolazione viveva al di sotto della soglia di povertà. Nelle strade delle principali città vi furono manifestazioni di protesta, tanto che gli osservatori internazionali pronosticarono la fine della giunta militare.

### Principi di liberalizzazione (1984-1987)
A partire dal 1983 il governo attuò una politica di stabilizzazione economica, il nuovo ministro delle finanze, Hernán Büchi (1985-1989) ricorse a una forma di liberismo più controllato rispetto a quella della fase precedente, reintrodusse il cambio variabile per il peso, proseguì la politica di privatizzazioni, rinnovò la normativa sul settore bancario e regolamentò i flussi di capitale provenienti e diretti all'estero. Dal 1984 al 1990 il PIL del paese crebbe del 5,9% annuo, il tasso di crescita più elevato dell'intero continente.
Nuovamente la crescita economica non ebbe effetti sulla totalità della popolazione e, per molte fasce di cileni, le condizioni di vita non migliorarono. Dai gruppi di aiuto all'interno delle poblaciones nacquero dei gruppi di protesta contro il regime che culminarono in una serie di attentati soprattutto contro ufficiali dell'esercito, il 27 dicembre del 1986 vi fu un attentato allo stesso Pinochet, la risposta del governo fu una nuova ondata di repressione che portò all'uccisione di diversi membri del Frente Patriótico Manuel Rodríguez, l'organizzazione di estrema sinistra responsabile dell'attentato.
Nel frattempo il mondo cambiava, le dittature militari in Brasile e Argentina avevano lasciato il posto a governi democratici, la guerra fredda venne meno di fronte al rinnovamento della politica sovietica e gli Stati Uniti iniziarono a interessarsi maggiormente della tutela dei diritti civili nei regimi da loro appoggiati.
Nel 1987 il governo promulgò la Ley Orgánica Constitucional de los Partidos Políticos autorizzando la creazione di partiti politici, nel contempo venne promulgata una nuova legge elettorale, l'obiettivo era quello di confermare quanto stabilito dalla costituzione del 1980 convocando la cittadinanza per un referendum di ratifica di un candidato unico proposto dal comandante in capo delle Forze Armate e dal direttore generale dei Carabineros per la carica di presidente della repubblica per una durata di 8 anni.

### La strada verso la democrazia (1988-1990)

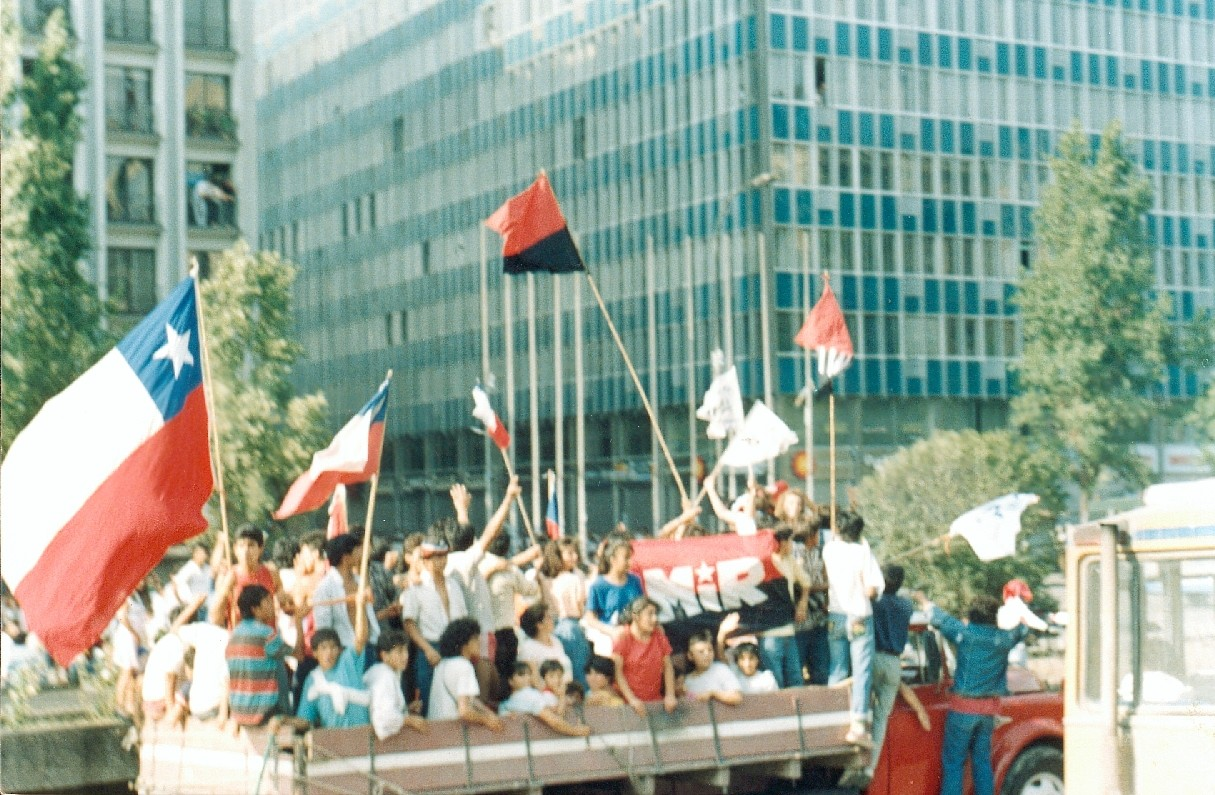
Santiago, festeggiamenti per la vittoria del "no" il 5 ottobre 1988

Il 30 agosto del 1988 i comandanti in capo delle Forze Armate e il Generale dei Carabineros, proposero come loro candidato Augusto Pinochet. Il fronte dei "sì" era costituito dai membri del governo e dai partiti Renovación Nacional, Unión Demócrata Independiente e altri partiti minori. Sul fronte opposto, l'opposizione creò la Concertación de Partidos por la Democracia, una coalizione di centro e sinistra che raggruppava 16 movimenti di opposizione fra i quali il Partito Democratico Cristiano del Cile, il Partito per la Democrazia e alcune fazioni del Partito Socialista del Cile.
Il 5 settembre fu permessa la propaganda elettorale che divenne un elemento chiave per la vittoria del "no", il referendum del 5 ottobre 1988 si concluse infatti con una vittoria del no che ottenne il 55,99% dei voti.
In seguito alla vittoria elettorale la Concertación propose una riforma costituzionale finalizzata alla "transizione consensuale verso la democrazia", la riforma venne approvata tramite un nuovo referendum che si tenne il 30 luglio 1989.
Il 14 dicembre 1989 ebbero luogo le elezioni presidenziali, la partecipazione al voto fu elevatissima, i candidati della destra erano il ministro delle finanze Hernán Büchi (29,4%) e Francisco Javier Errázuriz (15,43%), il candidato della Concertación era il democristiano Patricio Aylwin che ottenne il 55,17% dei voti, venne nominato presidente della repubblica l'11 marzo del 1990.

## La transizione democratica

### La presidenza Alwyn (1990-1994)
Uno dei primi obiettivi di Patricio Aylwin fu quello di tentare di ridurre il potere dei militari e di far luce sulle violazioni dei diritti umani degli anni della dittatura. Ebbe però poco successo, sia a causa della forte autonomia dei militari sia a causa dell'opposizione dei partiti di destra. Nell'aprile costituì la Comisión Nacional de Verdad y Reconciliación, anche nota come Commissione Rettig con lo scopo di far luce sulle violazioni dei diritti umani nel periodo della dittatura. La commissione fu fortemente criticata dai vertici militari, non aveva facoltà di indagine, non poteva divulgare i nomi di colpevoli e il suo ambito di indagine venne limitato alle violazioni di diritti umani più gravi, in pratica omicidi e "sparizioni". Nel febbraio del 1991 venne pubblicato il rapporto, chiamato rapporto Rettig che elencava le 2279 nomi riconosciuti (dal governo ma non dai vertici militari) come vittime del regime. Il numero salì a 3195 in un'integrazione del rapporto pubblicata nel 1996.
Da un punto di vista della politica economia il governo Alwyn, così come i successivi governi guidati dalla Concertación proseguirono la linea tracciata dal precedente governo militare, nonostante diversi programmi di aiuto per le fasce di popolazione indigente non riuscirono a riequilibrare la distribuzione della ricchezza.

### La presidenza Frei (1994-2000)
Le elezioni del 1993 videro la vittoria di Eduardo Frei Ruiz-Tagle del partito democristiano, fu eletto presidente per un periodo di 6 anni. In seguito a un accordo fra Pinochet e Andrés Zaldívar Larraín, presidente del senato, quest'ultimo votò per l'abolizione del giorno festivo dell'11 settembre, ricorrenza del colpo di Stato del 1973; fino a quel giorno Pinochet e i suoi sostenitori avevano respinto ogni tentativo. Nel settembre dello stesso anno Pinochet si recò a Londra per subire un intervento chirurgico.
In base a un mandato di cattura internazionale emesso dal giudice spagnolo Baltasar Garzón Pinochet venne incriminato a Londra per la morte di cittadini spagnoli durante la dittatura cilena. A sostegno di questa richiesta si espressero le sentenze dell'Audiencia Nacional di Madrid e della Camera dei Lords di Londra, richiamandosi al principio della difesa universale dei Diritti dell'Uomo e stabilendo rispettivamente che la Giustizia spagnola era competente per giudicare i fatti avvenuti durante la dittatura militare in Cile - dal momento che si trattava di "crimini contro l'umanità" che colpivano, come soggetto giuridico, il genere umano nel suo insieme - e che i presunti autori di gravi delitti contro l'umanità, come appunto Pinochet, non godono di immunità per i loro crimini, neanche se si tratta di capi di Stato o ex capi di Stato.
Il 2 marzo 2000 il laburista Jack Straw ministro dell'Interno del Regno Unito, appellandosi alle cagionevoli condizioni di salute di Pinochet decise di negare l'estradizione in Spagna e permettere quindi il suo ritorno in Cile.
A Santiago il giudice Guzman continuava la sua inchiesta contro Pinochet, ma il vecchio ex dittatore resistette in tutti i modi per non essere portato davanti a un tribunale del suo Paese, quel Cile che per oltre vent'anni aveva dominato col pugno di ferro.
In seguito a un attacco di cuore, Pinochet morì il 10 dicembre 2006 dopo alcune settimane di degenza nell'ospedale militare di Santiago, all'età di 91 anni.

### La presidenza Lagos (2000-2006)
Dopo elezioni combattute, Ricardo Lagos nel 2000 venne nominato terzo presidente della Concertación de Partidos por la Democracia in un'atmosfera economica instabile. La diffusa corruzione peggiorava il quadro generale agli inizi del suo mandato, ma in seguito iniziò a ottenere una grande popolarità che andava di pari passo con il recupero dell'economia. Lagos ottenne livelli di approvazione del 75% grazie all'inserimento del paese nel concerto internazionale con la partecipazione nel Consiglio di sicurezza delle Nazioni Unite, con il suo rifiuto all'Invasione dell'Iraq e la firma di trattati di libero commercio con l'Unione europea, gli Stati Uniti, e la Cina, tra altro.

### Presidenza di Michelle Bachelet (2006-2010)
Michelle Bachelet Jeria è stata eletta presidente al ballottaggio del 2006 sconfiggendo il candidato della destra Sebastián Piñera dell'Alianza por Chile con il 53,5% dei voti. La Bachelet ha proseguito il programma degli altri governi della Concertazione Democratica, in particolare ha proseguito la politica economica di successo che ha reso il Cile il paese più ricco di tutta l'America Latina riducendo ulteriormente la povertà e favorendo politiche di sostegno ambientale e di sviluppo di risorse energiche alternative. Michelle Bachelet ha costituito una commissione per poter modificare la vigente legge elettorale che non permetteva a partiti dell'opposizione più minoritari (come la Juntos PODEMOS) di accedere in Parlamento. I maggiori successi li ha ottenuti nella politica estera dove ha stabilito forti relazioni con l'Argentina, il Brasile, la Bolivia, l'Uruguay, il Messico, la Colombia, il Venezuela, Cuba, l'Ecuador, il Canada, gli Stati Uniti, il Regno Unito, la Nuova Zelanda, l'Australia, Spagna, Francia e Italia. Le relazioni con il Perù nonostante i tentativi da parte del governo cileno sono peggiorati a causa della controversa crisi dei confini marittimi tra Cile e lo stesso Perù. La popolarità della Presidente è cresciuta fino ad arrivare a un massimo del 74% nel mese di luglio del 2009.

### La presidenza Piñera (2010-2014)
Il candidato della destra Sebastián Piñera alle elezioni presidenziali del 2009 unificò le forze di centro-destra nella Coalizione per il Cambio e superò il candidato del centro sinistra Eduardo Frei, già secondo presidente della Repubblica del dopo Pinochet, con il 51,87% dei voti.
Piñera ha subito dovuto affrontare la ricostruzione legata al drammatico Terremoto del Cile del 2010, per il quale procedette alla privatizzazione di partecipazioni statali (miniere, elettricità) e a un piano straordinario di crescita delle tasse.
Nell'agosto 2010 ci fu l'Incidente nella miniera di San José, ma dopo oltre due mesi, tutti i minatori furono portati in salvo.
A partire da giugno 2011 vennero messe in atto in tutto il paese una serie di manifestazioni studentesche per chiedere una riforma del sistema dell'istruzione scolastica superiore ed universitaria.
Il paese, sotto la presidenza Piñera, ha conosciuto una crescita economica, in controtendenza alla crisi mondiale, con 5,8% nel 2010, il 5,9% nel 2011 e 5,6% nel 2012 e riducendo l'inflazione, arrivata all'1,5% del 2012, e la disoccupazione, al 6,4% nello stesso anno.

### Proteste in Cile del 2019-2020
Il 2019 ha visto le più grandi proteste in Cile dal ritorno della democrazia. Tra i motivi dei disordini vi sono l'alto costo della vita e la richiesta di convocare di un'assemblea costituente per modificare la Costituzione del 1980.